# Une femme diabolique (film, 1934)
Série Sophie Lang
Le Retour de Sophie Lang (1936)
Pour plus de détails, voir Fiche technique et Distribution.
Une femme diabolique (titre original The Notorious Sophie Lang) est un film américain en noir et blanc réalisé par Ralph Murphy, sorti en 1934.
Il s’agit du premier volet de la trilogie policière mettant en scène le personnage de Sophie Lang, la voleuse internationale incarnée par Gertrude Michael. Les deux film suivants sont : Le Retour de Sophie Lang (1936) et Sophie Lang s'évade (1937).

## Synopsis
Après cinq années passées en Grande-Bretagne, une magnifique voleuse internationale de bijoux retourne aux États-Unis. Là-bas, un détective de la police de New York qui essayait de l'épingler, a mis sur pied un stratagème infaillible : prendre la voleuse au dépourvu en la faisant tomber amoureuse d'un voleur de bijoux beau et suave qui voyage aux États-Unis sous un nom d'emprunt.

## Fiche technique
- Titre français : Une femme diabolique
- Titre original : The Notorious Sophie Lang
- Réalisateur : Ralph Murphy
- Scénario : Anthony Veiller, d'après les nouvelles de Frederick Irving Anderson
- Musique : John Leipold
- Directeur de la photographie : Alfred Gilks
- Décors : Hans Dreier, Robert Odell
- Producteur : Bayard Veiller
- Société de production : Paramount Pictures
- Durée : 64 min
- Format : noir et blanc - image : 1,37:1 - son : Mono (Western Electric Noiseless Recording)
- Genre : Policier
- Dates de sortie :
  - États-Unis : 20 juillet 1934
  - France : 1er novembre 1934
  - Suède : 20 septembre 1934
  - Portugal : 19 mars 1936